# Kagianagami Lake
Kagianagami Lake är en sjö i Kanada.   Den ligger i Thunder Bay District och provinsen Ontario, i den sydöstra delen av landet, 1 100 km nordväst om huvudstaden Ottawa. Kagianagami Lake ligger 298 meter över havet. Arean är 81 kvadratkilometer. Den sträcker sig 18,9 kilometer i nord-sydlig riktning, och 14,4 kilometer i öst-västlig riktning.
Trakten runt Kagianagami Lake är nära nog obefolkad, med mindre än två invånare per kvadratkilometer.